# Гропница (Јаши)
Гропница (рум. Gropniţa) насеље је у Румунији у округу Јаши у општини Гропница. Oпштина се налази на надморској висини од 104 m.

## Становништво
Према подацима из 2002. године у насељу је живело 3356 становника, од којих су сви румунске националности.

### Хронологија
| Година       | 1992 | 1993 | 1994 | 1995 | 1996 | 1997 | 1998 | 1999 | 2000 | 2001 | 2002 | 2003 | 2004 | 2005 | 2006 | 2007 | 2008 | 2009 | 2010 | 2011 | 2012 | 2013 | 2014 | 2015 | 2016 | 2017 |
| ------------ | ---- | ---- | ---- | ---- | ---- | ---- | ---- | ---- | ---- | ---- | ---- | ---- | ---- | ---- | ---- | ---- | ---- | ---- | ---- | ---- | ---- | ---- | ---- | ---- | ---- | ---- |
| Становништво | 3938 | 3864 | 3808 | 3800 | 3810 | 3792 | 3797 | 3788 | 3827 | 3795 | 3729 | 3675 | 3633 | 3594 | 3549 | 3526 | 3484 | 3454 | 3427 | 3404 | 3387 | 3390 | 3373 | 3366 | 3374 | 3348 |